# Rhodambulyx
Rhodambulyx is een geslacht van vlinders uit de onderfamilie Smerinthinae van de familie pijlstaarten (Sphingidae).

## Soorten
- Rhodambulyx davidi Mell, 1939
- Rhodambulyx schnitzleri Cadiou, 1990